# Koblar
Koblar je priimek v Sloveniji, ki ga je po podatkih Statističnega urada Republike Slovenije na dan 1. januarja 2010 uporabljalo 291 oseb.

## Znani nosilci priimka
- Ana Koblar Horetzky (1919—2008)  slavistka, bibliotekarka SAZU
- Andreja Koblar (prv. Grašič) (*1971), biatlonka
- Anton Koblar (1854—1928), duhovnik, zgodovinar, arhivist in politik
- Avgust Koblar (Kobler) (1839—1916), igralec (železničar)
- France Koblar (1889—1975), literarni in gledališki kritik, teatrolog, literarni zgodovinar, akademik
- Gregor Koblar (*1993), hokejist
- Irena Koblar (*1980), pianistka
- Jernej Koblar (*1971), alpski smučar
- Karel Koblar (1923—?), kegljavec na ledu
- Luka Koblar (*1999), nogometaš
- Mici Koblar (*1936), čipkarska mojstrica
- Stane (Stanislav) Koblar (1919—1983), športni delavec (smučar, planinec, gorski reševalec)